# Kościół Wniebowzięcia Najświętszej Maryi Panny w Nowym Warpnie
Kościół pw. Wniebowzięcia Najświętszej Maryi Panny – parafialny w Nowym Warpnie, cenny zabytek architektury.

## Historia
Pierwszy kościół w Nowym Warpnie został zbudowany najprawdopodobniej w XIII wieku. Obecny został wzniesiony w XV wieku. Świątynia była kilkakrotnie niszczona przez pożary (m.in. w 1692 roku oraz przebudowywana. W 1693 roku do salowego kościółka dostawiono wieżę, przebudowaną gruntownie w XIX wieku w stylu neogotyckim. Przed II wojną światową świątynia protestancka, poświęcona jako kościół rzymskokatolicki 15 sierpnia 1946 roku.

## Architektura
Pierwotnie była to prosta świątynia  salowa z zamknięciem trójbocznym i wejściem od strony zachodniej. Mury zostały postawione z cegły na fundamencie z granitu. W XVIII wieku dobudowano zakrystię. Okna ostrołukowe, między przyporami. Wejścia portalowe znajdują się po stronie północnej i południowej w częściach dobudowanych później. Wieża, powstała w 1693 roku, posiada sklepienie krzyżowe, ostrołukowy portal, wzniesiona została z kamienia i cegły. Przebudowany szczyt jest zwieńczony spiczastym hełmem z kulą. Stropy belkowane, dach dwuspadowy, ceramiczny. Cegły w stanie średnio dobrym. Ściany nie posiadają gzymsów. Boczne wejście od strony północnej. W 2002 rozpoczęto prace konserwatorskie, które odsłoniły dawne cegły gotyckie.

## Wyposażenie
- ołtarz barokowy z obrazem Ukrzyżowania i Ostatniej Wieczerzy z 1704 roku,
- ambona z XVII wieku z płaskorzeźbą ewangelistów i baldachimem,
- obraz Sądu Ostatecznego z XVIII wieku,
- anioł z chrzcielnicy z XVIII wieku.

## Tablice pamiątkowe
Wewnątrz kościoła wmurowane są tablice pamiątkowe:
- ku czci duszpasterzy nowowarpieńskich od 1946,
- ku czci Leona Jaszewskiego w uznaniu za 30-letnia opiekę nad świątynią[a].

## Otoczenie
Teren parafii otoczony był murem ceglanym, w wielu miejscach wyszczerbionym. Kościół okala starodrzew lipowy i bukowy. Obok znajduje się pomnik pamięci zmarłych mieszkańców Nowego Warpna, spoczywających na tych ziemiach.

## Zdjęcia

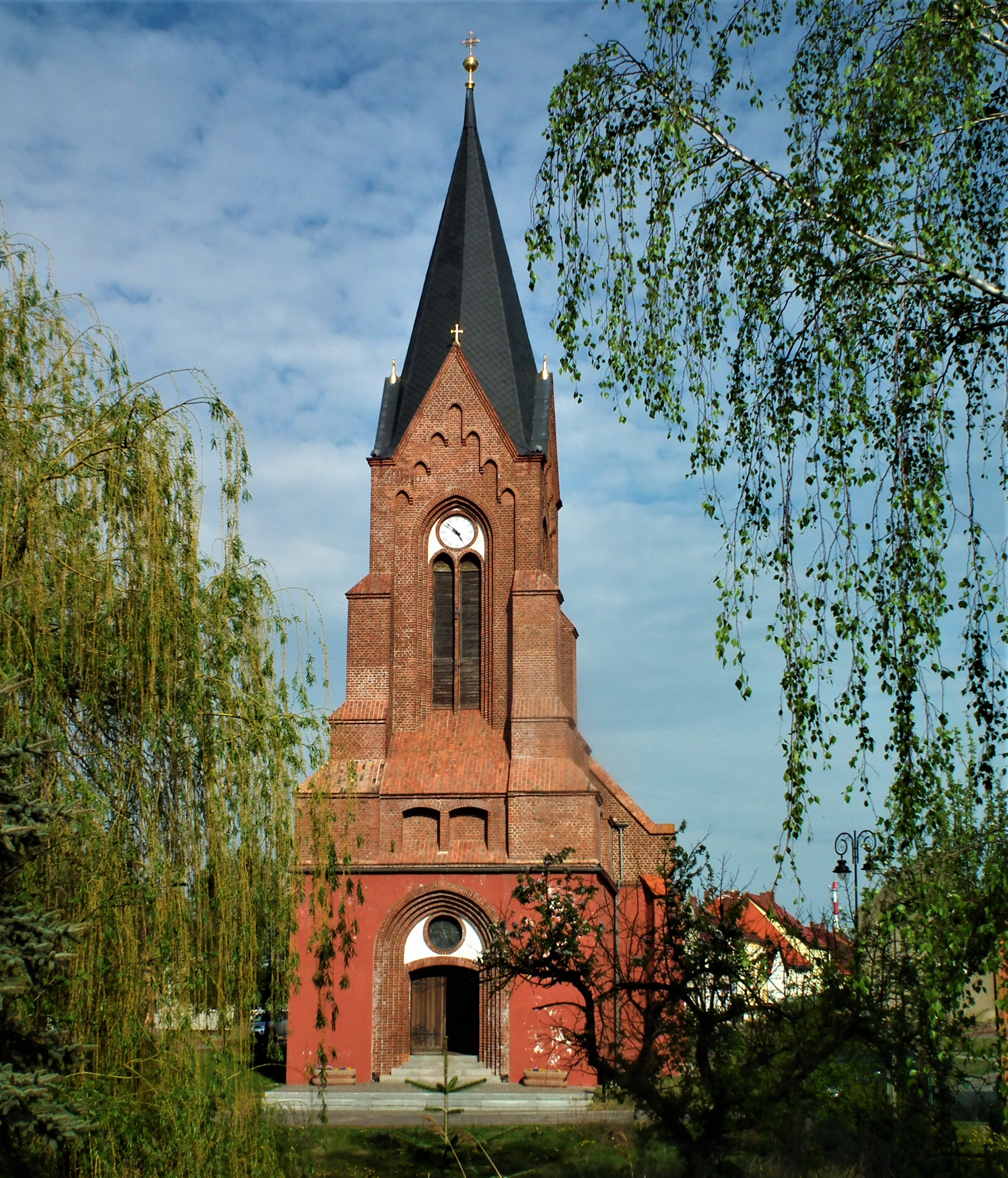
Wieża
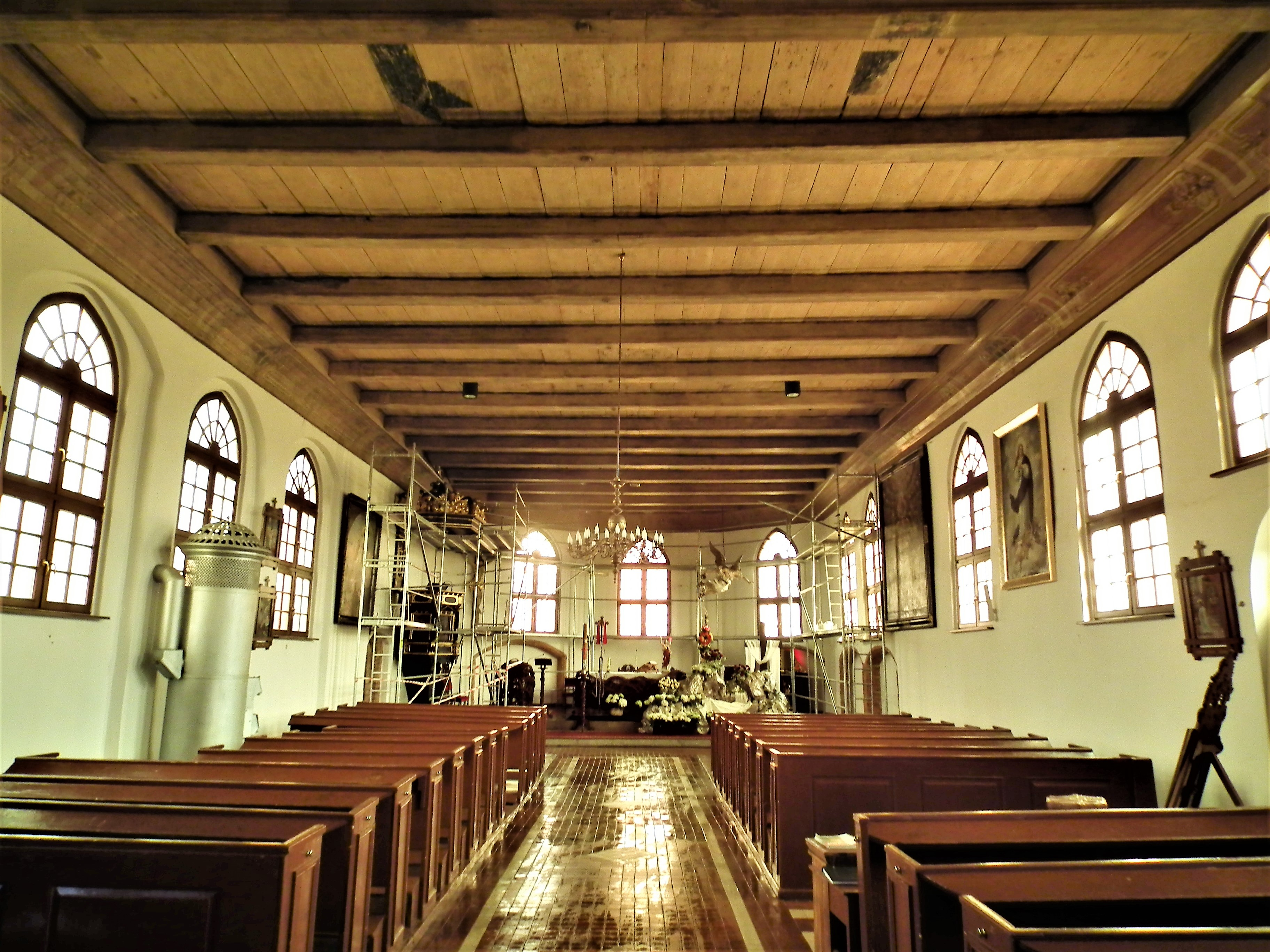
Wnętrze
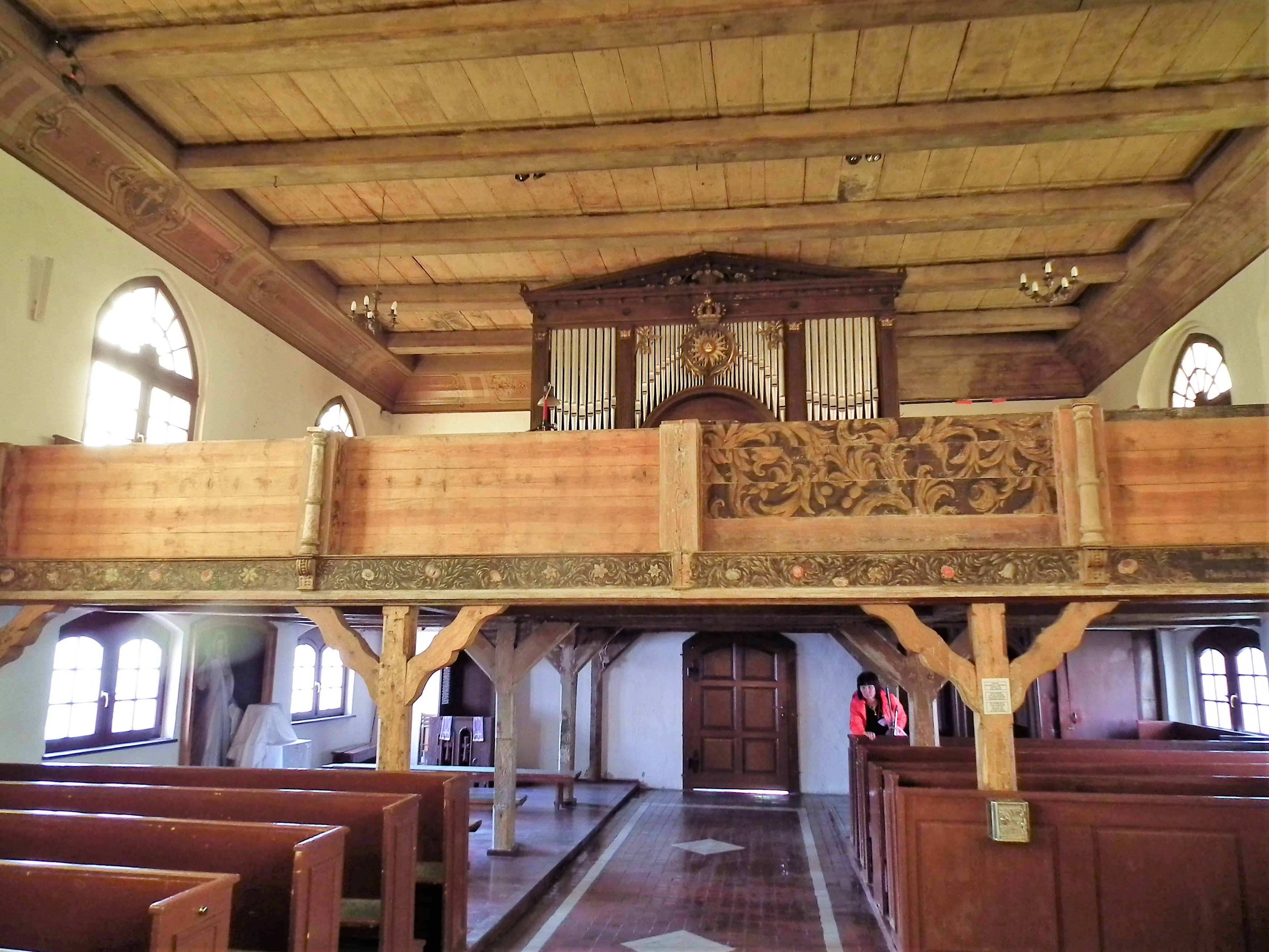
Balkon z organami i polichromią